# みやま市
みやま市（みやまし）は、福岡県南部にある市。山門郡瀬高町・山川町と三池郡高田町の3町が合併し、2007年1月に発足した。なお、同時に山門郡及び三池郡は消滅した。
国内5番目の「ゼロウェイスト」宣言都市。また、国内440自治体目の「ゼロカーボンシティ」宣言都市。

## 地理

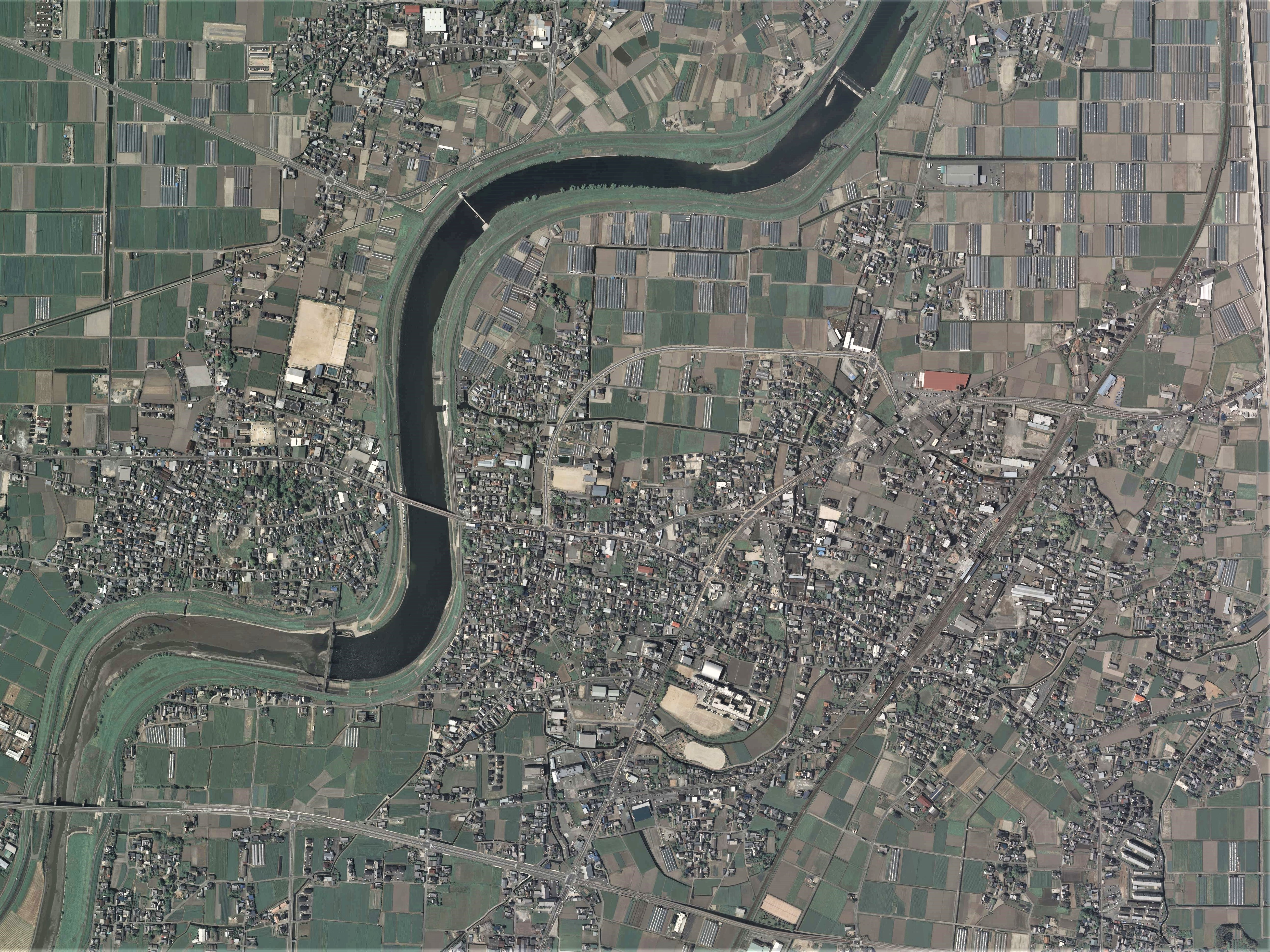
市役所のある旧瀬高町中心部周辺の空中写真。
2008年5月3日撮影の3枚を合成作成。。

福岡県の南部に位置し、北九州市の南約100km、福岡市の南約50km、久留米市の南約20kmに位置する。一級河川矢部川を挟んで柳川市、筑後市と、矢部川の一部と市東部の山間部で八女市と、隈川や市南東の山間部で大牟田市と、また市南東部では熊本県玉名郡南関町および和水町とも隣接する。市域の多くは筑紫平野（筑後平野）に含まれる平地となっており、市の南西部は有明海に面する。
基幹産業は農業である。瀬高町東部および南部から高田町にかけては主に米作、瀬高町北部ではハウス農業でなすやセロリの栽培が盛んに行われている。市の東部を南北に貫く九州自動車道の東側および旧山川町域の大部分は山地となっており、この地域ではみかんを中心とした柑橘類の生産が盛んである。南部の有明海に面する地域では海苔養殖を含めた漁業も行われている。
また、古くは矢部川を水上交通路として利用したり、街道が通るなど陸上交通の要衝であったために、瀬高町上庄下庄の両地区は古くより市街化し宿場町として栄え、現在も酒造が盛んである。
市内において瀬高町の下庄上庄の両地区に市街地が形成されている。全体的に旧山門郡内での交流が盛んであるが、市最北部（瀬高町長田など）は隣接する筑後市と、高田町南部は大牟田市との結びつきが強い。

### 隣接する自治体
福岡県
- 大牟田市
- 柳川市
- 八女市
- 筑後市

熊本県
- 玉名郡
  - 南関町
  - 和水町

### 地名
従来の大字の前に合併前の旧町名を冠している。
瀬高町
- 文広
- 太神
- 大広園
- 小川
- 上庄
- 河内
- 下庄
- 泰仙寺
- 高柳
- 濱田
- 東津留
- 本郷
- 松田
- 大江
- 大草（旧東山村）
- 小田（旧東山村）
- 坂田（旧東山村）
- 長田（旧東山村）
- 広瀬（旧東山村）
- 本吉（旧東山村）
- 山門（旧東山村）

山川町
- 尾野
- 河原内
- 北関
- 甲田
- 重冨
- 清水
- 立山
- 原町
- 真弓

高田町
- 今福(旧岩田村→高田村)
- 岩津(旧岩田村→高田村)
- 田尻(旧岩田村→高田村)
- 原(旧岩田村→高田村)
- 江浦(旧江浦村→高田村)
- 江浦町(旧江浦村→高田村)
- 徳島(旧江浦村→高田村)
- 上楠田(旧二川村→高田村)
- 下楠田(旧二川村→高田村)
- 濃施(旧二川村→高田村)
- 永治(旧開村)
- 北新開(旧開村)
- 黒崎開(旧開村)
- 南新開(旧開村)
- 亀谷(旧飯江村)
- 田浦(旧飯江村)
- 飯江(旧飯江村)
- 舞鶴(旧飯江村)
- 下飯江(旧飯江村。1971年、飯江に編入され消滅)
- 海津(旧山川村)
- 竹飯(旧山川村)
- 昭和開(1974年、干拓により発足)

## 近現代沿革

### 旧山門郡瀬高町
- 1889年（明治22年）4月1日 町村制施行により、以下の町村が発足。
  - 山門郡上瀬高町・下瀬高町・本郷村・小川村・川沿村・緑村・清水村・水上村
- 1901年（明治34年）1月1日 上瀬高町と下瀬高町が対等合併し、瀬高町が発足。
- 1907年（明治40年）1月1日
  - 瀬高町・本郷村・小川村・川沿村・緑村（一部）が対等合併し、新町制による瀬高町が発足。
  - 清水村・水上村が対等合併し、東山村が発足。
- 1956年（昭和31年）9月30日 東山村を瀬高町に編入。

### 旧山門郡山川町
- 1907年（明治40年）1月1日 万里小路村、富原村、竹海村、緑村の一部が合併して山川村が誕生。
- 1959年（昭和34年）4月10日 山門郡山川村と三池郡高田町との境界変更に伴い、元の竹海村が高田町へ分村。
- 1969年（昭和44年）4月1日 町制施行。

### 旧三池郡高田町
- 1931年10月1日 江浦村・二川村・岩田村が対等合併し、高田村が発足。
- 1942年4月1日 飯江村・開村を編入。
- 1958年8月1日 町制施行。
- 1959年4月10日　山門郡山川村より竹海地区を編入。

### 合併協議の経過
当初は2005年3月22日の発足を目指し、2004年6月27日に合併協定書に調印したが、高田町議会が合併関連議案を2度にわたって否決し、合併協議会は解散に追い込まれた。しかしその後、2005年6月5日に住民のリコールを受けて行われた高田町議会議員選挙で合併推進派が反対派を上回ったことから、同年10月1日に再び合併協議会が設置された。そして2006年3月11日に合併協定書に調印し、各町議会と福岡県議会の議決を経て、同年7月13日に総務大臣が官報に告示、2007年1月29日の新市発足が決まった。
市名の「みやま」とは、三池郡の「三」と山門郡の「山」を取った合成地名で、消防署の名称などとして親しまれてきた。
漢字でなく平仮名とした理由は、合併協議会の説明によると「平仮名の方が親しみやすい」、「『三山市』の『三』と『山』をひっくり返し、『三』を横にして『川』にすると、『山川市』になる」などがあるという。名称募集の集計結果や合併協議会の協議過程では漢字名支持が多数を占めたが、合併協議会において各町の主張する名称がそれぞれ異なり議論が平行線となったために、協議会会長であった鬼丸岳城瀬高町長の音頭によって平仮名名称での妥協に至ったとされる。

### 歴代市長
| 代   | 氏名       | 就任年月日     | 退任年月日     | 備考                   |
| ---- | ---------- | -------------- | -------------- | ---------------------- |
|      |            | 2007年1月29日  | 2007年3月4日   | 市長職務執行者         |
| 初-3 | 西原親     | 2007年3月4日   | 2018年9月30日  | 健康上の理由により辞職 |
|      | 職務代理者 | 2018年8月13日  | 2018年10月12日 | 副市長・高野道生       |
|      | 職務代理者 | 2018年10月13日 | 2018年10月28日 | 総務部長・西山俊英     |
| 4-5  | 松嶋盛人   | 2018年10月28日 |                |                        |

## 行政

### 環境施策
先進的な環境施策に取り組んでいる自治体であり、2015年には、自治体による家庭等の低圧電力売買を主な目的とした日本初の地域エネルギー会社「みやまスマートエネルギー株式会社」を設立した。また、2018年には生ごみ、し尿・浄化槽汚泥のメタン発酵発電施設が竣工し、市内全域で家庭用生ごみを分別収集し、資源化している。2021年には九州発となる自動運転サービスによるコミュニティバスの運行を山間部地域で開始した。
2015年「グッドデザイン賞」金賞（経済産業大臣賞）受賞 - エネルギー地産地消の取組について
2019年「第7回グッドライフアワード」環境大臣賞　優秀賞 - 資源循環のまちづくりの取組について
2020年「第8回プラチナネットワーク構想　プラチナ大賞」奨励賞 - 資源循環のまちづくりの取組について
2020年「ゼロウエイスト宣言」表明（全国5番目）
2021年　自動運転サービス「オレンジスター号」運行開始
2021年「ゼロカーボンシティ」表明（全国440自治体目）
2021年「ディスカバー農村漁村（むら）の宝第8回選定」選定 - 循環型社会を体現する廃校利活用施設について

### 市長
- 松嶋盛人（2期目）
- 任期：2026年10月27日

### 市議会
- 定数：16人[3]
- 任期：2023年7月31日

### 消防署
- みやま市消防本部
  - みやま市消防署
  - みやま市消防署南部出張所

### 警察
- 福岡県警察柳川警察署
  - 瀬高警部交番（旧：瀬高警察署）
  - 長田駐在所
  - 南瀬高駐在所
  - 山川駐在所
  - 瀬高駅前警察官連絡所（旧：駅前交番）

### 公共施設
国と県の機関
- 国土交通省九州地方整備局福岡国道事務所瀬高維持出張所
- 国土交通省九州地方整備局筑後川河川事務所矢部川出張所
  - 九州地方整備局
- 農林水産省九州農政局福岡農政事務所瀬高統計・情報センター（NTT瀬高ビル内）
  - 九州農政局
- 福岡県南筑後地域農業改良普及センター
  - 南筑後地域農業改良普及センター
- 県営筑後広域公園
  - 筑後広域公園 ホームページ
  - 筑後広域公園プール ホームページ

市の公共施設
- 市役所本庁舎（旧瀬高町役場）
- 山川支所（教育委員会、水道課）
- 高田支所（農業委員会）
- 市立図書館
- 市立歴史資料館
- 市役所別館（旧山門三池郡自治会館）
- MIYAMAX (みやま市総合市民センター)

- 山川市民センター
- 高田公民館
- 市文化施設まいピア高田
- 清水山荘
- 長田鉱泉場
- みやま市瀬高葬斎場
- 有峰苑

＊このほか、旧瀬高町内では各小学校校区毎に「校区公民館」に相当する施設が設置されている。

### 公営企業
- 上水道

### 一部事業組合
- 有明広域葬斎施設組合
  - 有峰苑

### その他公共施設
- みやま市商工会
- B&G財団みやま市瀬高海洋センター、みやま市高田海洋センター
- 道の駅みやま
- みやま市バイオマスセンタールフラン

## 産業

### 主な農産品
- なす（博多なす）

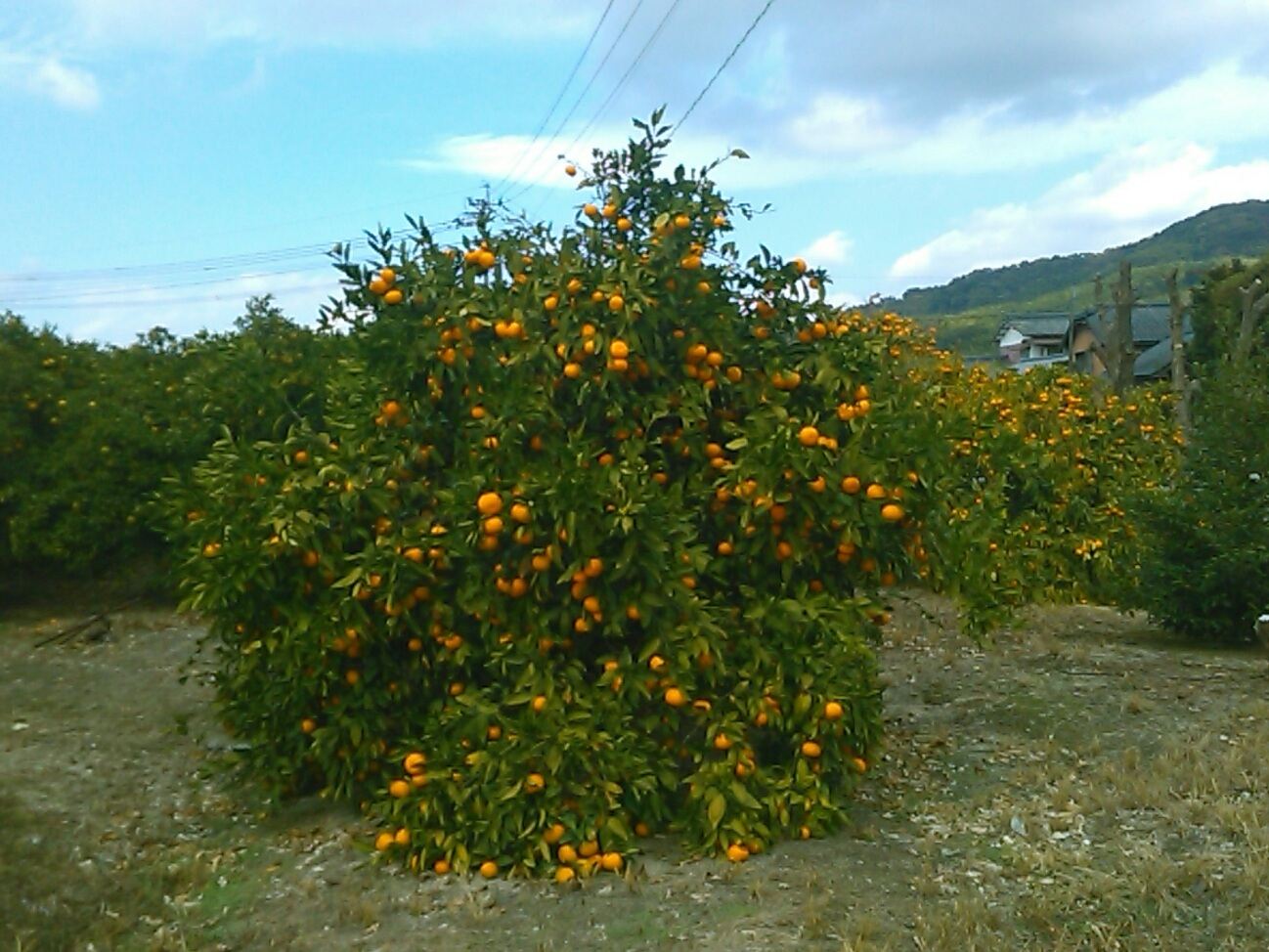
山川みかん（福岡県みやま市）

- セロリ - セルリーと称する。主に旧瀬高町。
- ミカン - 主に旧山川町。「山川みかん」のブランドで知られる。
- タケノコ
- イチゴ
- 高菜・高菜漬け - 主に旧瀬高町
- 海苔 - 旧高田町
- 日本酒 - 主に旧瀬高町。「菊美人」（菊美人酒造）、「玉水」（玉水酒造）、「千代錦」（野田酒造）など

### 工芸品
- 蒲池焼 - みやま市内にも窯元がある
- きじ車

### 農協
南筑後農業協同組合（JAみなみ筑後）
- 本店・瀬高支店（市役所本庁舎隣）
- 南瀬高支店
- 東山支店
- 山川支店
- 二川支店
- 高田東部支店

### みやま市に本社を置く主な企業
- 旭食品工業
- オニマル
- モロフジ株式会社
- 瀬高薬品（くすりのせたか）
- タカ食品工業
- 八ちゃん堂
- マルヱ醤油
- みやまスマートエネルギー

### みやま市に工場を置く企業
- ニコニコのり九州工場

### 金融機関
- 福岡銀行瀬高支店、渡瀬支店
- 西日本シティ銀行瀬高支店
- 筑邦銀行瀬高支店
- 大牟田柳川信用金庫瀬高支店、高田支店
- 福岡県信用組合瀬高支店、山川支店、高田支店

### 郵便局
- 瀬高郵便局（集配局）
- 江浦郵便局（集配局）
- 原町郵便局（集配局）
- 瀬高上庄郵便局
- 野町郵便局
- 渡瀬郵便局
- 岩津郵便局
- 南瀬高郵便局
- 東町簡易郵便局
- 東山簡易郵便局
- 鷺山簡易郵便局

## 地域

### 人口
| |                                          |  |
| みやま市と全国の年齢別人口分布（2005年） | みやま市の年齢・男女別人口分布（2005年） |  |
| ■紫色 ― みやま市 ■緑色 ― 日本全国 | ■青色 ― 男性 ■赤色 ― 女性                |  |
| みやま市（に相当する地域）の人口の推移 \| 1970年（昭和45年） \| 52,868人 \| \| \| 1975年（昭和50年） \| 51,757人 \| \| \| 1980年（昭和55年） \| 51,413人 \| \| \| 1985年（昭和60年） \| 51,609人 \| \| \| 1990年（平成2年） \| 50,004人 \| \| \| 1995年（平成7年） \| 47,928人 \| \| \| 2000年（平成12年） \| 45,708人 \| \| \| 2005年（平成17年） \| 43,372人 \| \| \| 2010年（平成22年） \| 40,732人 \| \| \| 2015年（平成27年） \| 38,139人 \| \| \| 2020年（令和2年） \| 35,861人 \| \| |                                          |  |
| 総務省統計局 国勢調査より |                                          |  |
| 1970年（昭和45年） | 52,868人                                 |  |
| 1975年（昭和50年） | 51,757人                                 |  |
| 1980年（昭和55年） | 51,413人                                 |  |
| 1985年（昭和60年） | 51,609人                                 |  |
| 1990年（平成2年） | 50,004人                                 |  |
| 1995年（平成7年） | 47,928人                                 |  |
| 2000年（平成12年） | 45,708人                                 |  |
| 2005年（平成17年） | 43,372人                                 |  |
| 2010年（平成22年） | 40,732人                                 |  |
| 2015年（平成27年） | 38,139人                                 |  |
| 2020年（令和2年） | 35,861人                                 |  |

### 公教育

#### 小学校
市立
- 瀬高小学校
- 南小学校
- 大江小学校
- 清水小学校

- 水上小学校
- 高田小学校
- 桜舞館小学校

計7校

#### 中学校
市立
- 瀬高中学校
- 東山中学校
- 山川中学校
- 高田中学校

計4校

#### 高等学校
県立
- 山門高等学校

計1校

## 交通

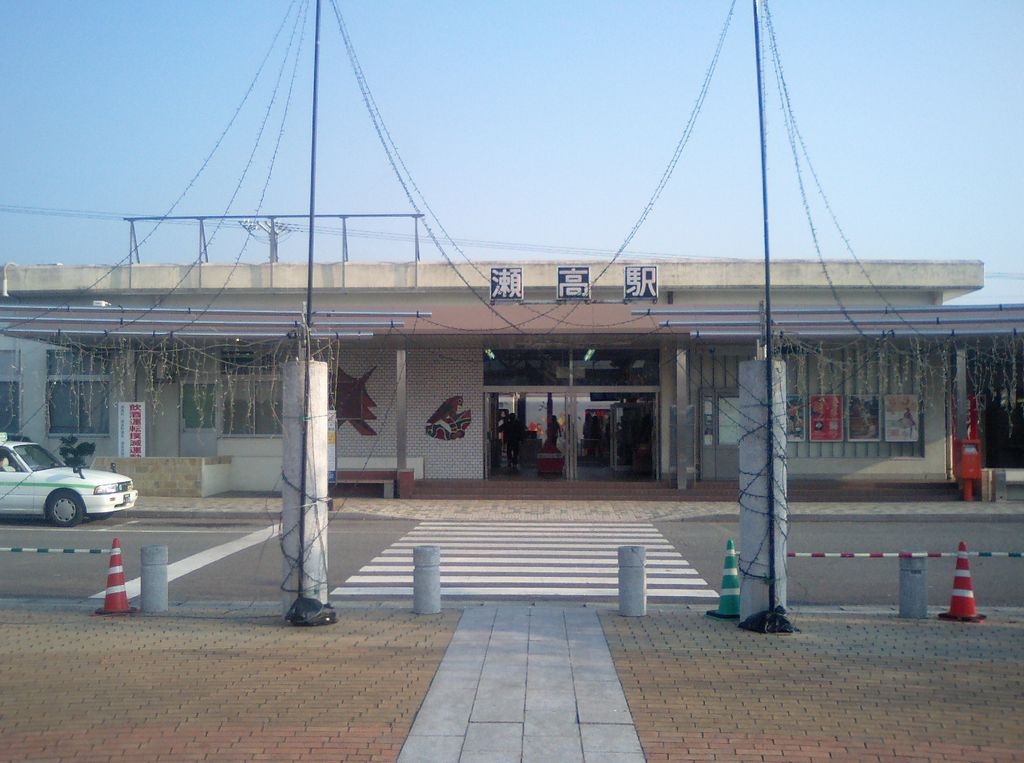
鉄道におけるみやま市の玄関口、瀬高駅

### 空港
市内には存在せず以下の2空港が当市に近い。
- 佐賀空港 - 当市の最寄り空港。旧瀬高・高田・山川各町中心部との間で予約制のリムジンタクシーが利用可能。
- 福岡空港 - 佐賀空港より遠いが利便性は高い。市内の高速道路バス停に発着する高速バス「ひのくに号」が当市と空港を結ぶ連絡バスとなっている。

### 鉄道
九州旅客鉄道（JR九州）
- 鹿児島本線
  - 瀬高駅 - 南瀬高駅 - 渡瀬駅

市の代表駅の瀬高駅で、快速を含めてすべての列車が停車する。その他、九州新幹線が筑後船小屋駅 - 新大牟田駅間で当市を通過している。
西日本鉄道（西鉄）
- 天神大牟田線
  - 江の浦駅 - 開駅

両駅とも普通列車のみの停車で、特急や急行はすべて通過する。旧瀬高町域へは市外の西鉄柳川駅から路線バスを利用する形となる。
かつては現市域内に以下の鉄道路線が通っていた。
- 柳河軌道（瀬高 - 柳川）1932年廃止。
- 九州肥筑鉄道（瀬高 - 南関）1938年廃止。
- 国鉄佐賀線（瀬高 - 佐賀）1987年廃止。現在、みやま市内区間では堀川バスの路線が代替バス路線として運行されている。

### バス
- 堀川バス - 柳川市とみやま市旧瀬高町域を結ぶ瀬高柳川線（瀬高駅前 - 三橋 - 西鉄柳川駅 - 亀の井ホテル柳川）の1路線のみ運行。現在、みやま市で市外に通じる市内一般路線バスはこの1路線のみである。30-60分間隔で運行する。かつては清水地区などにも路線があった。
- 高速バス - 九州自動車道瀬高バスストップと山川バスストップに福岡空港 - 熊本間高速バス「ひのくに号」（福岡空港 - 瀬高 - 山川 - 熊本市）が停車する。
- みやま市コミュニティバス「くすっぴー号」 - 2018年3月1日より福祉バスを転換して運行開始。市内各地に全部で9路線がある。道路運送法第78・79条に基づく自家用自動車の有償輸送で100円均一（高齢者・障がい者・小学生50円）。日祝日運休。

#### 主な廃止バス路線
- 西鉄バス - 現在は九州自動車道経由の高速バスを除き市内からすべて撤退した。
  - 西鉄バス大牟田（船小屋営業所 - 瀬高 - 高田 - 大牟田営業所、系統番号50）
  - 西鉄バス久留米（西鉄柳川駅 - 本郷 - 筑後船小屋駅、系統番号5）
- 佐賀線代替バス（瀬高 - 柳川 - 佐賀）西日本鉄道・佐賀市交通局・堀川バスの共同運行であった。
- JR九州バス山鹿線 → 産交バス（瀬高駅 - 山鹿温泉） - 2006年3月1日にJR九州バスが撤退し産交バスが引き継ぎ、2009年10月1日に市内区間を含む瀬高 - 南関は廃止。みやま市内の廃止区間は県境部を除き代替として福祉バスを運行開始し、のちにみやま市コミュニティバスとなり誰でも乗車可能となっている。

### 道路

#### 高速道路
- 九州自動車道
  - 瀬高BS - みやま柳川IC - 山川PA/BS
- 有明海沿岸道路（地域高規格道路）
  - 黒崎IC - 高田IC

#### 一般国道
- 国道208号
- 国道209号
- 国道443号
  - 三橋瀬高バイパス
  - 山川バイパス

#### 主要地方道
- 福岡県道・佐賀県道18号大牟田川副線
- 福岡県道89号瀬高久留米線
- 福岡県道93号大牟田高田線
- 福岡県道94号高田山川線
- 福岡県道96号八女瀬高線

### 港湾
- 江浦漁港

## 名所・旧跡・観光スポット・行事

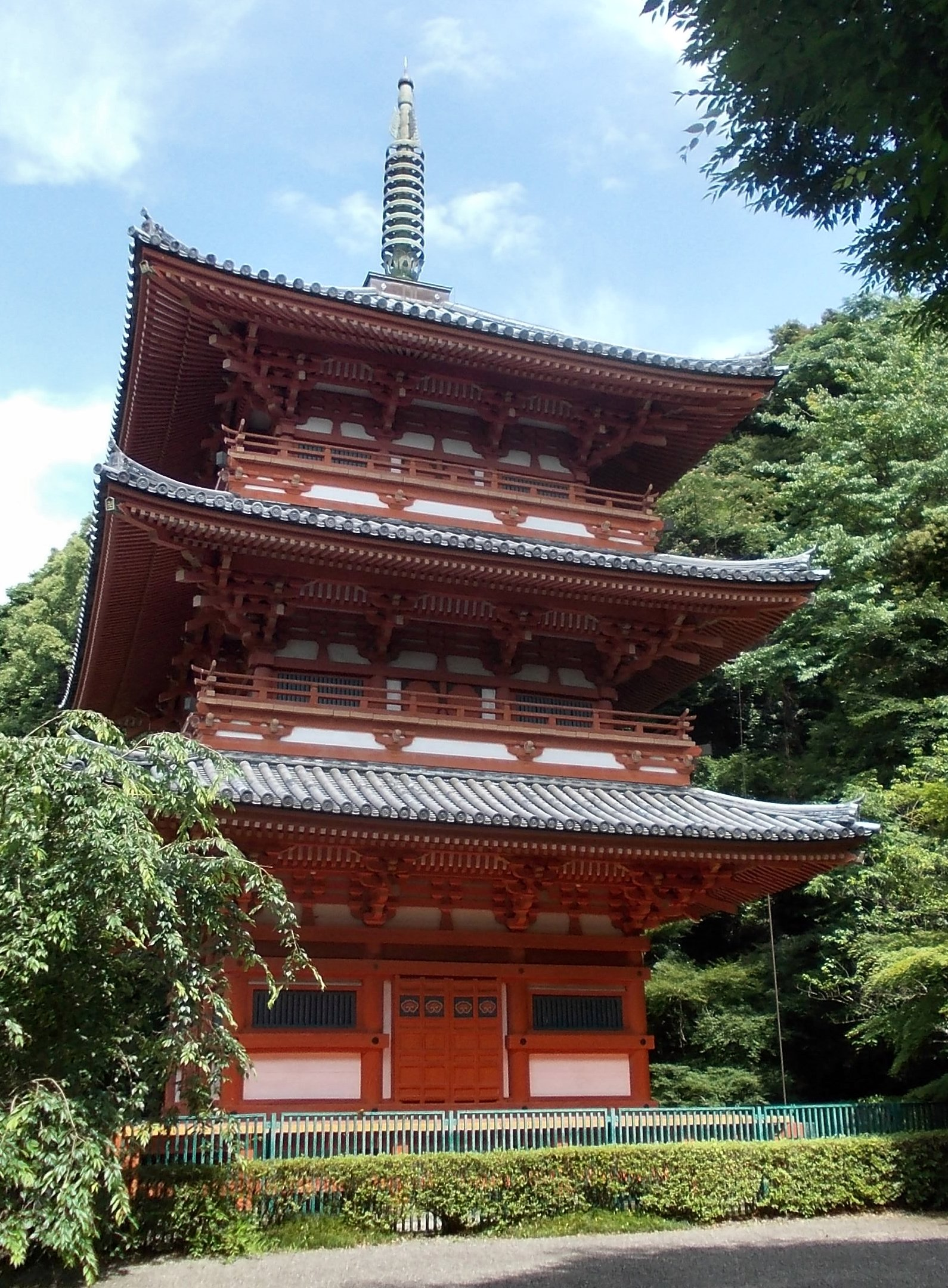
清水寺三重塔

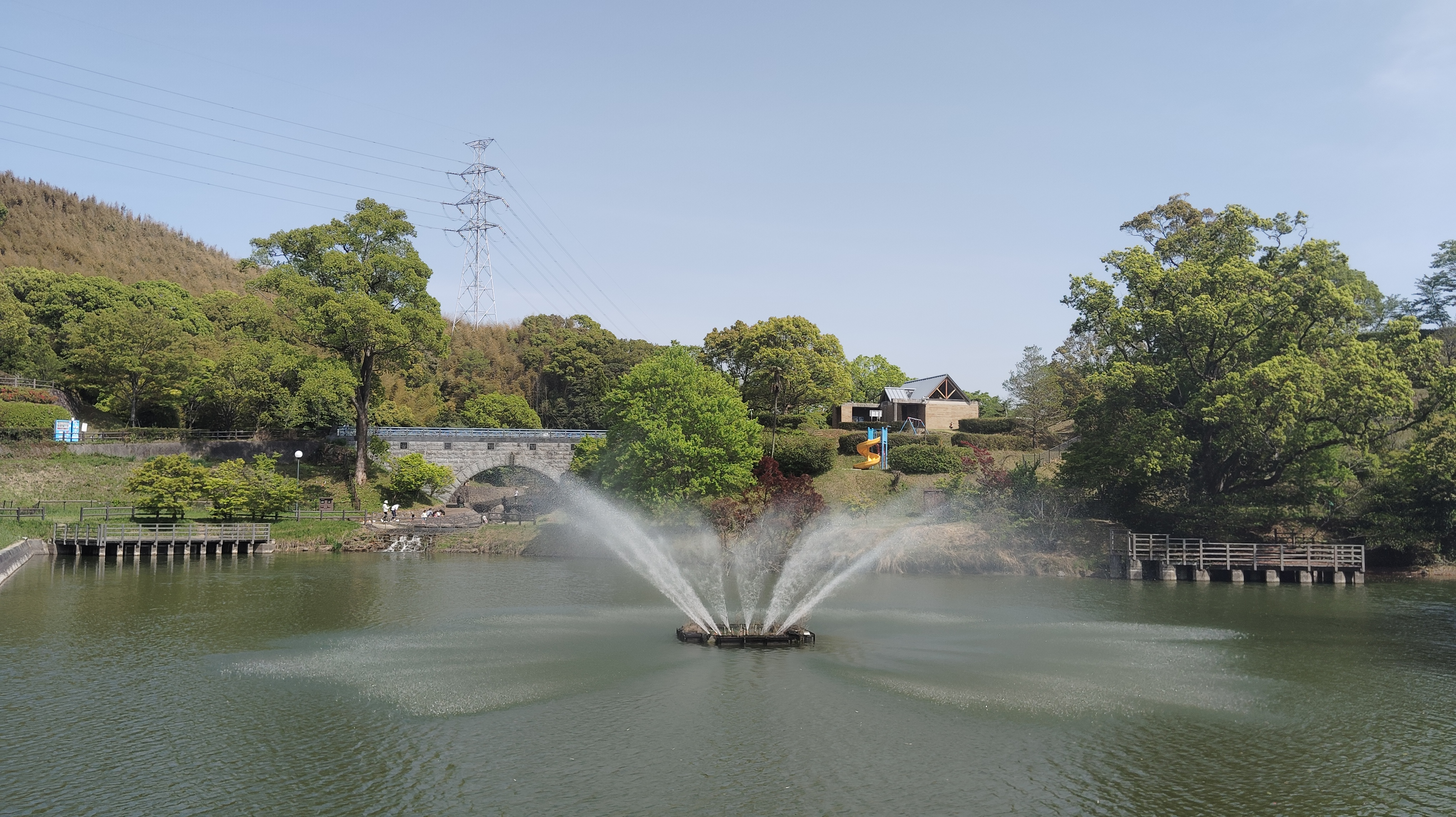
高田濃施山公園

### 観光
- 清水寺、本坊庭園
- 長田鉱泉場
- 新船小屋温泉
- 中の島公園
- 女山史跡森林公園

- 筑後広域公園（一部暫定供用中）
- 御牧山
- 高田濃施山公園
- 三井三池炭鉱有明鉱跡
- 田尻城跡

### 文化財
- 重要無形民俗文化財（国指定）
  - 幸若舞
- 天然記念物（国指定）
  - カササギ生息地（旧瀬高町域および旧山川町域）
  - 新船小屋のクスノキ林（中の島公園）
  - 船小屋のゲンジボタル発生地
- 史跡（国指定）
  - 女山（ぞやま）神籠石
  - 石神山古墳
- 名勝（国指定）
  - 清水寺本坊庭園

- 参考：瀬高町（みやま市）立図書館・歴史資料館内（市内の国県町各指定文化財一覧）

### 主な行事
- 幸若舞（重要無形民俗文化財）
- 宝満神社奉納能楽（新開能）
- みやま納涼花火大会
- どんきゃんきゃん（本郷地区）
- 大人形
- 祇園祭（渡瀬、江浦地区）

- 大提灯
- 卑弥呼祭り
- 産業・文化・福祉フェスタ
- 鯉・恋・来
- やまかわ平家まつり

## みやま市出身の有名人
- 野田卯太郎（政治家）(1853～1927)
- 荒木万寿夫（政治家）(1901～1973)
- 伊藤整一（軍人）(1890～1945)
- 亀崎英敏（実業家）
- 北嶋信顕（銀行家）
- 末次留蔵（剣道家、居合道家）(1893～1975)
- 杵屋勝国（歌舞伎長唄三味線方・人間国宝)

- 與田準一（童話作家）(1905～1997)
- 鬼丸勝之（政治家）(1913～1977)
- 原田観峰（書家）
- 古賀誠（政治家）
- 田代尚子（元フジテレビアナウンサー）
- 長岡望悠 (バレーボール選手)
- 坂田光（銀河ゆめゆめ、お笑い芸人）

## 電話
市外局番：
- 0944（瀬高MA）
- 0942（久留米MA・瀬高町長田のみ）